# Tsjechië op de Olympische Zomerspelen 2020
Tsjechië nam deel aan de Olympische Zomerspelen 2020 in Tokio, Japan.

## Medailleoverzicht
| Medaille | Naam                                  | Sport       | Onderdeel       | Datum      |
| -------- | ------------------------------------- | ----------- | --------------- | ---------- |
| Goud     | Jiří Lipták                           | Schietsport | trap (m)        | 29 juli    |
| Goud     | Jiří Prskavec                         | Kanovaren   | K-1 slalom (m)  | 30 juli    |
| Goud     | Lukáš Krpálek                         | Judo        | +100kg (m)      | 30 juli    |
| Goud     | Barbora Krejčíková Kateřina Siniaková | Tennis      | dubbelspel (m)  | 1 augustus |
|          |                                       |             |                 |            |
| Zilver   | Lukáš Rohan                           | Kanovaren   | C-1 slalom (m)  | 26 juli    |
| Zilver   | David Kostelecký                      | Schietsport | Trap (m)        | 29 juli    |
| Zilver   | Markéta Vondroušová                   | Tennis      | enkelspel (m)   | 31 juli    |
| Zilver   | Jakub Vadlejch                        | Atletiek    | speerwerpen (m) | 7 augustus |
|          |                                       |             |                 |            |
| Brons    | Alexander Choupenitch                 | Schermen    | -81 kg (m)      | 26 juli    |
| Brons    | Josef Dostál Radek Šlouft             | Kanovaren   | K-2 1000m (m)   | 5 augustus |
| Brons    | Vítězslav Veselý                      | Atletiek    | speerwerpen (m) | 7 augustus |

## Atleten
| sport            | mannen | vrouwen | totaal |
| ---------------- | ------ | ------- | ------ |
| Atletiek         | 14     | 14      | 28     |
| Basketbal        | 12     | 0       | 12     |
| Boogschieten     | 0      | 1       | 1      |
| Gewichtheffen    | 1      | 0       | 1      |
| Golf             | 1      | 1       | 2      |
| Gymnastiek       | 1      | 1       | 2      |
| Judo             | 2      | 0       | 2      |
| Kanovaren        | 6      | 2       | 8      |
| Klimsport        | 1      | 0       | 1      |
| Moderne vijfkamp | 2      | 0       | 2      |
| Paardensport     | 5      | 1       | 6      |
| Roeien           | 5      | 2       | 7      |
| Schermen         | 2      | 0       | 2      |
| Schietsport      | 6      | 2       | 8      |
| Tafeltennis      | 2      | 1       | 3      |
| Tennis           | 1      | 5       | 6      |
| Triatlon         | 0      | 2       | 2      |
| Volleybal        | 2      | 2       | 4      |
| Wielersport      | 5      | 2       | 7      |
| Worstelen        | 1      | 0       | 1      |
| Zeilen           | 1      | 0       | 1      |
| Zwemmen          | 4      | 5       | 9      |
| totaal           | 74     | 41      | 115    |

## Sporten

### Atletiek
Mannen
Loopnummers
| atleet                                              | onderdeel         | series  | series | kwartfinale | kwartfinale | halve finale   | halve finale   | finale         | finale         |
| atleet                                              | onderdeel         | tijd    | rang   | tijd        | rang        | tijd           | rang           | tijd           | rang           |
| --------------------------------------------------- | ----------------- | ------- | ------ | ----------- | ----------- | -------------- | -------------- | -------------- | -------------- |
| Jan Jirka                                           | 200 m             | DSQ     | DSQ    | n.v.t.      | n.v.t.      | niet geplaatst | niet geplaatst | niet geplaatst | niet geplaatst |
| Pavel Maslák                                        | 400 m             | 47,01   | 7      | n.v.t.      | n.v.t.      | niet geplaatst | niet geplaatst | niet geplaatst | niet geplaatst |
| Vít Müller                                          | 400 m horden      | 49,59   | 5 q    | n.v.t.      | n.v.t.      | 49,69          | 8              | niet geplaatst | niet geplaatst |
| Michal Desenský Pavel Maslák Patrik Šorm Vít Müller | 4x400 m           | 3.03,61 | 7      | n.v.t.      | n.v.t.      | n.v.t.         | n.v.t.         | niet geplaatst | niet geplaatst |
| Lukáš Gdula                                         | 50km snelwandelen | n.v.t.  | n.v.t. | n.v.t.      | n.v.t.      | n.v.t.         | n.v.t.         | 4:33.06        | 46             |
| Vít Hlaváč                                          | 50km snelwandelen | n.v.t.  | n.v.t. | n.v.t.      | n.v.t.      | n.v.t.         | n.v.t.         | 4:15.40        | 43             |

Technische nummers
| atleet           | onderdeel   | kwalificaties | kwalificaties | finale         | finale         |
| atleet           | onderdeel   | afstand       | rang          | afstand        | rang           |
| ---------------- | ----------- | ------------- | ------------- | -------------- | -------------- |
| Tomáš Staněk     | kogelstoten | 20,47         | 17            | niet geplaatst | niet geplaatst |
| Jakub Vadlejch   | speerwerpen | 84,93         | 4 Q           | 86,67 SB       | Zilver         |
| Vítězslav Veselý | speerwerpen | 83,04         | 8 q           | 85,44 SB       | Brons          |

Meerkamp
| atleet                  | onderdeel | onderdeel | 100 m | vs   | ks    | hs   | 400 m | 110 h | dw    | ph   | sw    | 1500 m  | totaal | rang |
| ----------------------- | --------- | --------- | ----- | ---- | ----- | ---- | ----- | ----- | ----- | ---- | ----- | ------- | ------ | ---- |
| Adam Sebastian Helcelet | tienkamp  | res.      | 11,06 | 7,16 | 14,99 | 1,96 | 49,41 | 14,35 | 45,40 | 4,60 | 61,54 | 4.44,74 | 8004   | 16   |
| Adam Sebastian Helcelet | tienkamp  | pnt.      | 847   | 852  | 789   | 767  | 842   | 930   | 775   | 790  | 761   | 651     | 8004   | 16   |
| Jiří Sýkora             | tienkamp  | res.      | 11,18 | 7,03 | 14,63 | 1,90 | 48,89 | 14,48 | 49,90 | 4,60 | 63,73 | 4.54,97 | 7943   | 17   |
| Jiří Sýkora             | tienkamp  | pnt.      | 821   | 821  | 767   | 714  | 866   | 913   | 868   | 790  | 794   | 589     | 7943   | 17   |

Vrouwen
Loopnummers
| atlete                | onderdeel         | series   | series | kwartfinale | kwartfinale | halve finale   | halve finale   | finale         | finale         |
| atlete                | onderdeel         | tijd     | rang   | tijd        | rang        | tijd           | rang           | tijd           | rang           |
| --------------------- | ----------------- | -------- | ------ | ----------- | ----------- | -------------- | -------------- | -------------- | -------------- |
| Barbora Malíková      | 400 m             | 52,83    | 6      | n.v.t.      | n.v.t.      | niet geplaatst | niet geplaatst | niet geplaatst | niet geplaatst |
| Lada Vondrová         | 400 m             | 51,14 PB | 3 Q    | n.v.t.      | n.v.t.      | 51,62          | 8              | niet geplaatst | niet geplaatst |
| Kristiina Mäki        | 1500 m            | 4.04,55  | 6 Q    | n.v.t.      | n.v.t.      | 4.01,23 NR     | 7 q            | 4.11,76        | 13             |
| Diana Mezuliáníková   | 1500 m            | 4.05,49  | 6 Q    | n.v.t.      | n.v.t.      | 4.03,70 PB     | 8              | niet geplaatst | niet geplaatst |
| Simona Vrzalová       | 1500 m            | 4.19,46  | 13     | n.v.t.      | n.v.t.      | niet geplaatst | niet geplaatst | niet geplaatst | niet geplaatst |
| Tereza Ďurdiaková     | 20km snelwandelen | n.v.t.   | n.v.t. | n.v.t.      | n.v.t.      | n.v.t.         | n.v.t.         | 1:36.58        | 30             |
| Tereza Hrochová       | marathon          | n.v.t.   | n.v.t. | n.v.t.      | n.v.t.      | n.v.t.         | n.v.t.         | 2:42.25        | 58             |
| Marcela Joglová       | marathon          | n.v.t.   | n.v.t. | n.v.t.      | n.v.t.      | n.v.t.         | n.v.t.         | 2:39.29        | 52             |
| Eva Vrabcová-Nývltová | marathon          | n.v.t.   | n.v.t. | n.v.t.      | n.v.t.      | n.v.t.         | n.v.t.         | DNF            | DNF            |

Technische nummers
| atlete             | onderdeel            | kwalificaties | kwalificaties | finale         | finale         |
| atlete             | onderdeel            | afstand       | rang          | afstand        | rang           |
| ------------------ | -------------------- | ------------- | ------------- | -------------- | -------------- |
| Markéta Červenková | kogelstoten          | 17,33         | 24            | niet geplaatst | niet geplaatst |
| Romana Maláčová    | polsstokhoogspringen | 4,40          | 23            | niet geplaatst | niet geplaatst |
| Nikola Ogrodníková | speerwerpen          | 60,03         | 16            | niet geplaatst | niet geplaatst |
| Irena Gillarová    | speerwerpen          | 59,16         | 19            | niet geplaatst | niet geplaatst |
| Barbora Špotáková  | speerwerpen          | 60,52         | 14            | niet geplaatst | niet geplaatst |

### Basketbal

#### Team
Mannen
| Olympiër | Discipline | Resultaat  | Prestatie |
| --- | ---------- | ---------- | --------- |
| Patrik Auda Tomáš Vyoral Tomáš Satoranský Blake Schilb Ondřej Balvín Jakub Šiřina Martin Peterka Jaromír Bohačík Ondřej Sehnal Lukáš Palyza Jan Veselý David Jelínek | team       | groepsfase | zie onder |

| Groep |                  |             |             |             |             |            |            |            |        |
| #     | Land             | Wedstrijden | Wedstrijden | Wedstrijden | Wedstrijden | Doelpunten | Doelpunten | Doelpunten | Punten |
| #     | Land             | GW          | W           | G           | V           | V          | T          | Saldo      | Punten |
| 1     | Frankrijk        | 3           | 3           | 0           | 0           | 259        | 215        | +44        | 6      |
| 2     | Verenigde Staten | 3           | 2           | 0           | 1           | 315        | 233        | +82        | 5      |
| 3     | Tsjechië         | 3           | 1           | 0           | 2           | 245        | 294        | -49        | 4      |
| 4     | Iran             | 3           | 0           | 0           | 3           | 206        | 283        | -77        | 3      |

| Ronde        | Datum          | Lokale tijd    | MEZT             | Land           | Score          | Land           |  |
| ------------ | -------------- | -------------- | ---------------- | -------------- | -------------- | -------------- |  |
| groepsfase   |                |                |                  |                |                |                |  |
| 25 juli 2021 | 10:00          | 03:00          | Iran             | 78 - 84        | Tsjechië       |                |  |
| 28 juli 2021 | 21:00          | 14:00          | Tsjechië         | 77 - 97        | Frankrijk      |                |  |
| 31 juli 2021 | 21:00          | 14:00          | Verenigde Staten | 119 - 84       | Tsjechië       |                |  |
|              |                |                |                  |                |                |                |  |
| kwartfinale  | niet geplaatst | niet geplaatst | niet geplaatst   | niet geplaatst | niet geplaatst | niet geplaatst |  |
|              |                |                |                  |                |                |                |  |
| halve finale | niet geplaatst | niet geplaatst | niet geplaatst   | niet geplaatst | niet geplaatst | niet geplaatst |  |
|              |                |                |                  |                |                |                |  |
| finale       | niet geplaatst | niet geplaatst | niet geplaatst   | niet geplaatst | niet geplaatst | niet geplaatst |  |

### Boogschieten
Vrouwen
| atleet          | onderdeel   | plaatsingsronde | plaatsingsronde | eerste ronde         | tweede ronde         | derde ronde          | kwartfinale          | halve finale         | finale / BM          | finale / BM |
| atleet          | onderdeel   | score           | rang            | tegenstander uitslag | tegenstander uitslag | tegenstander uitslag | tegenstander uitslag | tegenstander uitslag | tegenstander uitslag | rang        |
| --------------- | ----------- | --------------- | --------------- | -------------------- | -------------------- | -------------------- | -------------------- | -------------------- | -------------------- | ----------- |
| Marie Horáčková | individueel | 636             | 34              | M Nakamura V 2 – 6   | niet geplaatst       | niet geplaatst       | niet geplaatst       | niet geplaatst       | niet geplaatst       | 33          |

### Gewichtheffen
Mannen
| atleet     | onderdeel | trekken | trekken | stoten | stoten | totaal | rang |
| atleet     | onderdeel | score   | rang    | score  | rang   | totaal | rang |
| ---------- | --------- | ------- | ------- | ------ | ------ | ------ | ---- |
| Jiří Orság | +109 kg   | 180     | 5       | 235    | DNF    | DNF    | DNF  |

### Golf
Mannen
| atleet        | onderdeel | eerste ronde | tweede ronde | derde ronde | vierde ronde | totaal | totaal | totaal |
| atleet        | onderdeel | score        | score        | score       | score        | score  | par    | rang   |
| ------------- | --------- | ------------ | ------------ | ----------- | ------------ | ------ | ------ | ------ |
| Ondřej Lieser | mannen    | 72           | 77           | 73          | 72           | 294    | +10    | 60     |

Vrouwen
| atlete         | onderdeel | eerste ronde | tweede ronde | derde ronde | vierde ronde | totaal | totaal | totaal |
| atlete         | onderdeel | score        | score        | score       | score        | score  | par    | rang   |
| -------------- | --------- | ------------ | ------------ | ----------- | ------------ | ------ | ------ | ------ |
| Klára Spilková | vrouwen   | 69           | 70           | 71          | 69           | 279    | -5     | 23     |

### Gymnastiek

#### Turnen
Mannen
| atleet       | onderdeel | kwalificatie | kwalificatie | kwalificatie | kwalificatie | kwalificatie | kwalificatie | kwalificatie | kwalificatie | finale         | finale         | finale         | finale         | finale         | finale         | finale         | finale         |
| atleet       | onderdeel | toestel      | toestel      | toestel      | toestel      | toestel      | toestel      | totaal       | positie      | toestel        | toestel        | toestel        | toestel        | toestel        | toestel        | totaal         | positie        |
| atleet       | onderdeel | vloer        | voltige      | ringen       | sprong       | brug         | rekstok      | totaal       | positie      | vloer          | voltige        | ringen         | sprong         | brug           | rekstok        | totaal         | positie        |
| ------------ | --------- | ------------ | ------------ | ------------ | ------------ | ------------ | ------------ | ------------ | ------------ | -------------- | -------------- | -------------- | -------------- | -------------- | -------------- | -------------- | -------------- |
| David Jessen | meerkamp  | 13,466       | 12,333       | 12,566       | 12,333       | 13,633       | 11,000       | 75,331       | 57           | niet geplaatst | niet geplaatst | niet geplaatst | niet geplaatst | niet geplaatst | niet geplaatst | niet geplaatst | niet geplaatst |

Vrouwen
| atlete         | onderdeel | kwalificatie | kwalificatie | kwalificatie | kwalificatie | kwalificatie | kwalificatie | finale         | finale         | finale         | finale         | finale         | finale         |
| atlete         | onderdeel | toestel      | toestel      | toestel      | toestel      | totaal       | positie      | toestel        | toestel        | toestel        | toestel        | totaal         | positie        |
| atlete         | onderdeel | sprong       | brug         | balk         | vloer        | totaal       | positie      | sprong         | brug           | balk           | vloer          | totaal         | positie        |
| -------------- | --------- | ------------ | ------------ | ------------ | ------------ | ------------ | ------------ | -------------- | -------------- | -------------- | -------------- | -------------- | -------------- |
| Aneta Holasová | meerkamp  | 12,566       | 11,533       | 11,933       | 11,100       | 47,132       | 73           | niet geplaatst | niet geplaatst | niet geplaatst | niet geplaatst | niet geplaatst | niet geplaatst |

### Judo
Mannen
| atleet         | onderdeel | eerste ronde         | tweede ronde         | derde ronde          | kwartfinale          | halve finale         | herkansing           | finale / BM          | finale / BM    |
| atleet         | onderdeel | tegenstander uitslag | tegenstander uitslag | tegenstander uitslag | tegenstander uitslag | tegenstander uitslag | tegenstander uitslag | tegenstander uitslag | rang           |
| -------------- | --------- | -------------------- | -------------------- | -------------------- | -------------------- | -------------------- | -------------------- | -------------------- | -------------- |
| David Klammert | −90 kg    | n.v.t.               | Kochman V 00-10      | niet geplaatst       | niet geplaatst       | niet geplaatst       | niet geplaatst       | niet geplaatst       | niet geplaatst |
| Lukáš Krpálek  | +100 kg   | n.v.t.               | bye                  | Mahjoub W 11-00      | Oltiboev W 01-00     | Harasawa W 01-00     | bye                  | Tunishvili W 10-00   | Goud           |

### Kanovaren

#### Slalom
Mannen
| atleet        | onderdeel  | series | series | series | series | series    | series | halve finale | halve finale | finale | finale |
| atleet        | onderdeel  | run 1  | rang   | run 2  | rang   | beste run | rang   | tijd         | rang         | tijd   | rang   |
| ------------- | ---------- | ------ | ------ | ------ | ------ | --------- | ------ | ------------ | ------------ | ------ | ------ |
| Lukáš Rohan   | C-1 slalom | 103,98 | 9      | 102,15 | 6      | 102,15    | 8 Q    | 103,68       | 4 Q          | 101,96 | Zilver |
| Jiří Prskavec | K-1 slalom | 92,57  | 3      | 91,71  | 4      | 91,71     | 4 Q    | 94,29        | 1 Q          | 91,63  | Goud   |

Vrouwen
| atlete                    | onderdeel  | series | series | series | series | series    | series | halve finale | halve finale | finale         | finale         |
| atlete                    | onderdeel  | run 1  | rang   | run 2  | rang   | beste run | rang   | tijd         | rang         | tijd           | rang           |
| ------------------------- | ---------- | ------ | ------ | ------ | ------ | --------- | ------ | ------------ | ------------ | -------------- | -------------- |
| Tereza Fišerová           | C-1 slalom | 110,45 | 3      | 109,16 | 3      | 109,16    | 3 Q    | 113,23       | 2            | 120,99         | 6              |
| Kateřina Minařík Kudějová | K-1 slalom | 107,78 | 4      | 106,41 | 6      | 106,41    | 6 Q    | 114,15       | 15           | niet geplaatst | niet geplaatst |

#### Sprint
Mannen
| atleet                   | onderdeel  | series   | series | kwartfinale | kwartfinale | halve finale   | halve finale   | finale         | finale         |
| atleet                   | onderdeel  | tijd     | rang   | tijd        | rang        | tijd           | rang           | tijd           | rang           |
| ------------------------ | ---------- | -------- | ------ | ----------- | ----------- | -------------- | -------------- | -------------- | -------------- |
| Martin Fuksa             | C-1 1000 m | 4.01,620 | 2 HF   | bye         | bye         | 4.04,220       | 3 FA           | 4.08,755       | 5              |
| Petr Fuksa               | C-1 1000 m | 4.14,482 | 3 KF   | 4.14,476    | 4           | niet geplaatst | niet geplaatst | niet geplaatst | niet geplaatst |
| Josef Dostál             | K-1 1000 m | 3.37,342 | 1 HF   | bye         | bye         | 3.25,287       | 2 FA           | 3.26,610       | 5              |
| Martin Fuksa Petr Fuksa  | C-2 1000 m | 3.53,056 | 3 KF   | 3.50,635    | 2 HF        | 3.28,927       | 5 FB           | 3.31,240       | 10             |
| Josef Dostál Radek Šlouf | K-2 1000 m | 3.13,425 | 2 HF   | bye         | bye         | 3.18,240       | 4 FA           | 3.16,106       | Brons          |

### Klimsport
Mannen
| atleet     | specialisatie | kwalificatie | kwalificatie | kwalificatie | kwalificatie | kwalificatie | kwalificatie | kwalificatie | totaal | totaal | finale | finale | finale    | finale    | finale | finale | finale | totaal | totaal |
| atleet     | specialisatie | speed        | speed        | boulderen    | boulderen    | lead         | lead         | lead         | totaal | totaal | speed  | speed  | boulderen | boulderen | lead   | lead   | lead   | totaal | totaal |
| atleet     | specialisatie | tijd         | rang         | punten       | rang         | punten       | tijd         | rang         | punten | rang   | tijd   | rang   | punten    | rang      | punten | tijd   | rang   | punten | rang   |
| ---------- | ------------- | ------------ | ------------ | ------------ | ------------ | ------------ | ------------ | ------------ | ------ | ------ | ------ | ------ | --------- | --------- | ------ | ------ | ------ | ------ | ------ |
| Adam Ondra | mannen        | 7,46         | 18           | 2T3z 7 11    | 3            | 39+          | -            | 4            | 216,00 | 5 Q    | 6,86   | 4      | 1T2z 2 2  | 6         | 42+    | -      | 2      | 48     | 6      |

### Moderne vijfkamp
Mannen
| atleet       | onderdeel        | schermen (degen) | schermen (degen) | schermen (degen) | schermen (degen) | zwemmen (200 m vrije slag) | zwemmen (200 m vrije slag) | zwemmen (200 m vrije slag) | paardrijden (springen) | paardrijden (springen) | paardrijden (springen) | combinatie: schieten/lopen (10 m luchtpistool)/(3200 m) | combinatie: schieten/lopen (10 m luchtpistool)/(3200 m) | combinatie: schieten/lopen (10 m luchtpistool)/(3200 m) | totaal punten | rang |
| atleet       | onderdeel        | RR               | BR               | rang             | punten           | tijd                       | rang                       | punten                     | strafpunten            | rang                   | punten                 | tijd                                                    | rang                                                    | punten                                                  | totaal punten | rang |
| ------------ | ---------------- | ---------------- | ---------------- | ---------------- | ---------------- | -------------------------- | -------------------------- | -------------------------- | ---------------------- | ---------------------- | ---------------------- | ------------------------------------------------------- | ------------------------------------------------------- | ------------------------------------------------------- | ------------- | ---- |
| Martin Vlach | moderne vijfkamp | 16-19            | 0                | 22               | 196              | 2.07,19                    | 32                         | 296                        | 0                      | 3                      | 300                    | 10.31,13                                                | 1                                                       | 670                                                     | 1462          | 5    |
| Jan Kuf      | moderne vijfkamp | 23-12            | 0                | 6                | 238              | 2.02,32                    | 16                         | 306                        | 6                      | 5                      | 294                    | 11.23,76                                                | 19                                                      | 617                                                     | 1455          | 8    |

### Paardensport

#### Eventing
| ruiter               | paard         | onderdeel   | dressuur    | dressuur | cross-country | cross-country | cross-country | springen     | springen     | springen     | springen       | springen       | springen       | totaal         | totaal         |
| ruiter               | paard         | onderdeel   | dressuur    | dressuur | cross-country | cross-country | cross-country | kwalificatie | kwalificatie | kwalificatie | finale         | finale         | finale         | totaal         | totaal         |
| ruiter               | paard         | onderdeel   | strafpunten | rang     | strafpunten   | totaal        | rang          | strafpunten  | totaal       | rang         | strafpunten    | totaal         | rang           | strafpunten    | rang           |
| -------------------- | ------------- | ----------- | ----------- | -------- | ------------- | ------------- | ------------- | ------------ | ------------ | ------------ | -------------- | -------------- | -------------- | -------------- | -------------- |
| Miloslav Příhoda Jr. | Ferreolus Lat | individueel | 33,80       | 35       | 30,60         | 64,40         | 36            | 4,00         | 68,40        | 33           | niet geplaatst | niet geplaatst | niet geplaatst | niet geplaatst | niet geplaatst |
| Miroslav Trunda      | Shutterflyke  | individueel | 46,10       | 60       | 66,00         | 112,10        | 49            | 13,60        | 101,70       | 39           | niet geplaatst | niet geplaatst | niet geplaatst | niet geplaatst | niet geplaatst |

#### Springen
| ruiter                                    | paard                                  | onderdeel   | kwalificatie | kwalificatie | finale         | finale         | totaal         | totaal         |
| ruiter                                    | paard                                  | onderdeel   | strafpunten  | rang         | strafpunten    | rang           | strafpunten    | rang           |
| ----------------------------------------- | -------------------------------------- | ----------- | ------------ | ------------ | -------------- | -------------- | -------------- | -------------- |
| Anna Kellnerová                           | Catch Me If You Can Old                | individueel | 12           | 55           | niet geplaatst | niet geplaatst | niet geplaatst | niet geplaatst |
| Aleš Opatrný                              | Forewer                                | individueel | 4            | 31           | niet geplaatst | niet geplaatst | niet geplaatst | niet geplaatst |
| Kamil Papoušek                            | Warness                                | individueel | opgave       | opgave       | niet geplaatst | niet geplaatst | niet geplaatst | niet geplaatst |
| Anna Kellnerová Aleš Opatrný Ondřej Zvára | Catch Me If You Can Forewer Cento Lano | team        | 45           | 15           | niet geplaatst | niet geplaatst | niet geplaatst | niet geplaatst |

### Roeien
Mannen
| atleet                       | onderdeel          | series  | series | herkansingen | herkansingen | kwartfinale | kwartfinale | halve finale   | halve finale   | finale         | finale         |
| atleet                       | onderdeel          | tijd    | rang   | tijd         | rang         | tijd        | rang        | tijd           | rang           | tijd           | rang           |
| ---------------------------- | ------------------ | ------- | ------ | ------------ | ------------ | ----------- | ----------- | -------------- | -------------- | -------------- | -------------- |
| Jan Fleissner                | skiff              | 7:16,56 | 4 H    | 7:.29,90     | 1 KF         | 7.37,01     | 5 HC/D      | 6.59,61        | 3 FC           | 7.02,93        | 16             |
| Jakub Podrazil Jan Cincibuch | dubbel-twee        | 6.41,75 | 5 H    | 6.32,86      | 4            | n.v.t.      | n.v.t.      | niet geplaatst | niet geplaatst | niet geplaatst | niet geplaatst |
| Jakub Podrazil Jan Cincibuch | lichte dubbel-twee | 6.28,10 | 2 HA/B | bye          | bye          | n.v.t.      | n.v.t.      | 6.11,88        | 2 FA           | 6.16,42        | 4              |

Vrouwen
| atlete                               | onderdeel   | series  | series | herkansingen | herkansingen | kwartfinale | kwartfinale | halve finale | halve finale | finale  | finale |
| atlete                               | onderdeel   | tijd    | rang   | tijd         | rang         | tijd        | rang        | tijd         | rang         | tijd    | rang   |
| ------------------------------------ | ----------- | ------- | ------ | ------------ | ------------ | ----------- | ----------- | ------------ | ------------ | ------- | ------ |
| Lenka Antošová Kristýna Fleissnerová | dubbel-twee | 7.05,56 | 5 H    | 7.16,96      | 3 HA/B       | n.v.t.      | n.v.t.      | 7.24,22      | 5 FB         | 6.59,19 | 10     |

Legenda: FA=finale A (medailles); FB=finale B (geen medailles); FC=finale C (geen medailles); FD=finale D (geen medailles); FE=finale E (geen medailles); FF=finale F (geen medailles); HA/B=halve finale A/B; HC/D=halve finale C/D; HE/F=halve finale E/F; KF=kwartfinale; H=herkansing

### Schermen
Mannen
| atleet                | onderdeel | eerste ronde         | tweede ronde         | derde ronde          | kwartfinale          | halve finale         | finale / BM          | finale / BM    |
| atleet                | onderdeel | tegenstander uitslag | tegenstander uitslag | tegenstander uitslag | tegenstander uitslag | tegenstander uitslag | tegenstander uitslag | rang           |
| --------------------- | --------- | -------------------- | -------------------- | -------------------- | -------------------- | -------------------- | -------------------- | -------------- |
| Jakub Jurka           | degen     | bye                  | Minobe V 14 - 15     | niet geplaatst       | niet geplaatst       | niet geplaatst       | niet geplaatst       | niet geplaatst |
| Alexander Choupenitch | floret    | bye                  | Llavador W 15 - 11   | Joppich W 15 - 13    | Hamza W 15 - 9       | Cheung K-l V 10 - 15 | Shikine W 15 - 8     | Brons          |

### Schietsport
Mannen
| atleet           | onderdeel               | kwalificaties | kwalificaties | finale         | finale         |
| atleet           | onderdeel               | punten        | rang          | punten         | rang           |
| ---------------- | ----------------------- | ------------- | ------------- | -------------- | -------------- |
| David Hrčkulák   | 10m luchtgeweer         | 625,7         | 19            | niet geplaatst | niet geplaatst |
| Jiří Přívratský  | 10m luchtgeweer         | 626,8         | 14            | niet geplaatst | niet geplaatst |
| Jiří Přívratský  | 50 m geweer 3 houdingen | 1169          | 16            | niet geplaatst | niet geplaatst |
| Petr Nymburský   | 50 m geweer 3 houdingen | 1169          | 17            | niet geplaatst | niet geplaatst |
| Jakub Tomeček    | skeet                   | 122           | 7             | niet geplaatst | niet geplaatst |
| David Kostelecký | trap                    | 123           | 4 Q           | 43 + 6         | Zilver         |
| Jiří Lipták      | trap                    | 124           | 1 Q           | 43 + 7         | Goud           |

Vrouwen
| atlete           | onderdeel               | kwalificaties | kwalificaties | finale         | finale         |
| atlete           | onderdeel               | punten        | rang          | punten         | rang           |
| ---------------- | ----------------------- | ------------- | ------------- | -------------- | -------------- |
| Nikola Šarounová | 10 m luchtgeweer        | 618,4         | 41            | niet geplaatst | niet geplaatst |
| Nikola Šarounová | 50 m geweer 3 houdingen | 1161          | 24            | niet geplaatst | niet geplaatst |
| Barbora Šumová   | skeet                   | 118           | 14            | niet geplaatst | niet geplaatst |

Gemengd
| atlete                          | onderdeel             | kwalificatie 1 | kwalificatie 1 | kwalificatie 2 | kwalificatie 2 | finale         | finale         |
| atlete                          | onderdeel             | punten         | rang           | punten         | rang           | punten         | rang           |
| ------------------------------- | --------------------- | -------------- | -------------- | -------------- | -------------- | -------------- | -------------- |
| David Hrčkulák Nikola Šarounová | 10 m luchtgeweer team | 620,6          | 25             | niet geplaatst | niet geplaatst | niet geplaatst | niet geplaatst |

### Tafeltennis
Mannen
| atleet           | onderdeel | voorronde            | eerste ronde         | tweede ronde         | derde ronde          | vierde ronde         | kwartfinale          | halve finale         | finale / BM          | finale / BM    |
| atleet           | onderdeel | tegenstander uitslag | tegenstander uitslag | tegenstander uitslag | tegenstander uitslag | tegenstander uitslag | tegenstander uitslag | tegenstander uitslag | tegenstander uitslag | rang           |
| ---------------- | --------- | -------------------- | -------------------- | -------------------- | -------------------- | -------------------- | -------------------- | -------------------- | -------------------- | -------------- |
| Lubomír Jančařík | enkelspel | bye                  | Al-Khadrawi W 4 - 0  | Gerassimenko V 3 - 4 | niet geplaatst       | niet geplaatst       | niet geplaatst       | niet geplaatst       | niet geplaatst       | niet geplaatst |
| Pavel Širuček    | enkelspel | bye                  | Powell V WO          | niet geplaatst       | niet geplaatst       | niet geplaatst       | niet geplaatst       | niet geplaatst       | niet geplaatst       | niet geplaatst |

Vrouwen
| atleet          | onderdeel | voorronde            | eerste ronde         | tweede ronde         | derde ronde          | vierde ronde         | kwartfinale          | halve finale         | finale / BM          | finale / BM    |
| atleet          | onderdeel | tegenstander uitslag | tegenstander uitslag | tegenstander uitslag | tegenstander uitslag | tegenstander uitslag | tegenstander uitslag | tegenstander uitslag | tegenstander uitslag | rang           |
| --------------- | --------- | -------------------- | -------------------- | -------------------- | -------------------- | -------------------- | -------------------- | -------------------- | -------------------- | -------------- |
| Prithika Pavade | enkelspel | bye                  | bye                  | Paranang V 2 - 4     | niet geplaatst       | niet geplaatst       | niet geplaatst       | niet geplaatst       | niet geplaatst       | niet geplaatst |

### Tennis
Mannen
| atlete       | onderdeel | eerste ronde             | tweede ronde           | derde ronde          | kwartfinale          | halve finale         | finale / BM          | finale / BM    |
| atlete       | onderdeel | tegenstander uitslag     | tegenstander uitslag   | tegenstander uitslag | tegenstander uitslag | tegenstander uitslag | tegenstander uitslag | rang           |
| ------------ | --------- | ------------------------ | ---------------------- | -------------------- | -------------------- | -------------------- | -------------------- | -------------- |
| Tomáš Macháč | enkelspel | Sousa W 6-75-7, 6-4, 6-4 | Schwartzman V 4-6, 5-7 | niet geplaatst       | niet geplaatst       | niet geplaatst       | niet geplaatst       | niet geplaatst |

Vrouwen
| atlete                                | onderdeel  | eerste ronde               | tweede ronde                   | derde ronde                           | kwartfinale                        | halve finale                              | finale / BM                 | finale / BM    |
| atlete                                | onderdeel  | tegenstander uitslag       | tegenstander uitslag           | tegenstander uitslag                  | tegenstander uitslag               | tegenstander uitslag                      | tegenstander uitslag        | rang           |
| ------------------------------------- | ---------- | -------------------------- | ------------------------------ | ------------------------------------- | ---------------------------------- | ----------------------------------------- | --------------------------- | -------------- |
| Barbora Krejčíková                    | enkelspel  | Diyas W 5-2, opgave        | Fernandez W 6-2, 6-4           | Bencic V 6-1, 2-6, 3-6                | niet geplaatst                     | niet geplaatst                            | niet geplaatst              | niet geplaatst |
| Petra Kvitová                         | enkelspel  | Jasmine Paolini W 6-4, 6-3 | Van Uytvanck V 7-5, 3-6, 0-6   | niet geplaatst                        | niet geplaatst                     | niet geplaatst                            | niet geplaatst              | niet geplaatst |
| Karolína Plíšková                     | enkelspel  | Cornet W 6-1, 6-3          | Suárez W 6-3, 6-70-7, 6-1      | Giorgi V 4-6, 2-6                     | niet geplaatst                     | niet geplaatst                            | niet geplaatst              | niet geplaatst |
| Markéta Vondroušová                   | enkelspel  | Bertens W 6-4, 3-6, 6-4    | Buzǎrnescu W 6-1, 6-2          | Osaka W 6-1, 6-4                      | Badosa W 6-3, opgave               | Svitolina W 6-3, 6-1                      | Bencic V 5-7, 6-2, 6-3      | Zilver         |
| Barbora Krejčíková Kateřina Siniaková | dubbelspel | n.v.t.                     | Hsieh Y-c / Hsu C-y W 6-2, 6-1 | Badosa / Sorribes W 6-2, 5-7, [10-5]  | Barty / Sanders W 3-6, 6-4, [10-7] | Koedermetova / Vesnina W 6-3, 3-6, [10-6] | Bencic / Golubic W 7-5, 6-1 | Goud           |
| Karolína Plíšková Markéta Vondroušová | dubbelspel | n.v.t.                     | Duan Y / Zheng S W 6-2, 6-1    | Pigossi / Stefani V 6-2, 4-6, [11-13] | niet geplaatst                     | niet geplaatst                            | niet geplaatst              | niet geplaatst |

### Triatlon
Individueel
| Atleet           | Evenement | Zwemmen(1.5 km) | Rang 1 | Fietsen (40 km) | Rang 2 | Lopen(10 km) | Totaal Tijd | Ranking |
| ---------------- | --------- | --------------- | ------ | --------------- | ------ | ------------ | ----------- | ------- |
| Vendula Frintová | Vrouwen   | 20.16           |        | LAPPED          | LAPPED | LAPPED       | LAPPED      | LAPPED  |
| Petra Kuříková   | Vrouwen   | 19.55           |        | 1.06.26         |        | 36.32        | 2.04.10     | 30      |

### Volleybal

#### Beachvolleybal
Mannen
| atleten                        | onderdeel | eerste ronde | eerste ronde | tussenronde          | achtste finale       | kwartfinale          | halve finale         | finale / BM          | finale / BM    |
| atleten                        | onderdeel | tegenstander uitslag                                                                                              | stand        | tegenstander uitslag | tegenstander uitslag | tegenstander uitslag | tegenstander uitslag | tegenstander uitslag | rang           |
| ------------------------------ | --------- | --- | ------------ | -------------------- | -------------------- | -------------------- | -------------------- | -------------------- | -------------- |
| Ondřej Perušič David Schweiner | mannen    | Pļaviņš – Točs V 0-21, 0-21* Gaxiola – Rubio W 17-21, 21-16, 16-14 Krasilnikov – Stojanovski V 21-19, 13-21, 8-15 | 4            | niet geplaatst       | niet geplaatst       | niet geplaatst       | niet geplaatst       | niet geplaatst       | niet geplaatst |

Vrouwen
| atleten                             | onderdeel | eerste ronde                                                                                | eerste ronde | tussenronde          | achtste finale       | kwartfinale          | halve finale         | finale / BM          | finale / BM    |
| atleten                             | onderdeel | tegenstander uitslag                                                                        | stand        | tegenstander uitslag | tegenstander uitslag | tegenstander uitslag | tegenstander uitslag | tegenstander uitslag | rang           |
| ----------------------------------- | --------- | ------------------------------------------------------------------------------------------- | ------------ | -------------------- | -------------------- | -------------------- | -------------------- | -------------------- | -------------- |
| Barbora Hermannová Markéta Sluková* | vrouwen   | Ishii – Murakami V 0-21, 0-21 Betschart – Hüberli V 0-21, 0-21 Kozuch – Ludwig V 0-21, 0-21 | 4            | niet geplaatst       | niet geplaatst       | niet geplaatst       | niet geplaatst       | niet geplaatst       | niet geplaatst |

*Vanwege de COVID-19-regelgeving kon Team Hermannova - Slukova drie wedstrijden niet spelen en kon Team Perušič - Schweiner hun eerste wedstrijd niet spelen. In overeenstemming met de regels voor beachvolleybal kregen beide Tsjechische teams een nederlaag en 1 punt en hun tegenstanders twee punten en een walkover-overwinning.

### Wielersport

#### Baanwielrennen
Mannen
Sprint
| atleet      | onderdeel | kwalificaties | kwalificaties | ronde 1           | herkansing 1         | ronde 2              | herkansing 2         | kwartfinale          | halve finale         | finale               | finale         |
| atleet      | onderdeel | tijd          | rang          | tegenstander tijd | tegenstander uitslag | tegenstander uitslag | tegenstander uitslag | tegenstander uitslag | tegenstander uitslag | tegenstander uitslag | rang           |
| ----------- | --------- | ------------- | ------------- | ----------------- | -------------------- | -------------------- | -------------------- | -------------------- | -------------------- | -------------------- | -------------- |
| Tomáš Bábek | sprint    | 9,856         | 28            | niet geplaatst    | niet geplaatst       | niet geplaatst       | niet geplaatst       | niet geplaatst       | niet geplaatst       | niet geplaatst       | niet geplaatst |

Keirin
| atleet      | onderdeel | ronde 1 | herkansing | kwartfinale    | halve finale   | finale         |
| atleet      | onderdeel | rang    | rang       | rang           | rang           | rang           |
| ----------- | --------- | ------- | ---------- | -------------- | -------------- | -------------- |
| Tomáš Bábek | keirin    | 4       | 4          | niet geplaatst | niet geplaatst | niet geplaatst |

#### Mountainbiken
Mannen
| atleet      | onderdeel    | tijd | rang |
| ----------- | ------------ | ---- | ---- |
| Ondřej Cink | mountainbike | DNF  | DNF  |

Vrouwen
| atlete          | onderdeel    | tijd          | rang |
| --------------- | ------------ | ------------- | ---- |
| Jitka Cabelicka | mountainbike | 1:25:00 +9:14 | 22   |

#### Wegwielrennen
Mannen
| atleet          | onderdeel    | tijd       | rang |
| --------------- | ------------ | ---------- | ---- |
| Michael Kukrle  | wegwedstrijd | 6:15:38    | 36   |
| Michael Kukrle  | tijdrit      | 1:00:41,55 | 26   |
| Zdeněk Štybar   | wegwedstrijd | DNF        | DNF  |
| Michal Schlegel | wegwedstrijd | DNF        | DNF  |

Vrouwen
| atleet           | onderdeel    | tijd    | rang |
| ---------------- | ------------ | ------- | ---- |
| Tereza Neumanová | wegwedstrijd | 3.59.47 | 33   |

### Worstelen

#### Grieks-Romeins
Mannen
| atleet       | onderdeel | eerste ronde         | kwartfinale          | halve finale         | herkansing           | finale / BM          | finale / BM    |
| atleet       | onderdeel | tegenstander uitslag | tegenstander uitslag | tegenstander uitslag | tegenstander uitslag | tegenstander uitslag | rang           |
| ------------ | --------- | -------------------- | -------------------- | -------------------- | -------------------- | -------------------- | -------------- |
| Artur Omarov | −97 kg    | Szőke V 1 - 3        | niet geplaatst       | niet geplaatst       | niet geplaatst       | niet geplaatst       | niet geplaatst |

### Zeilen
Mannen
| atleet        | onderdeel | race | race | race | race | race | race | race | race | race | race | race | race | race           | netto punten | eindnotering |
| atleet        | onderdeel | 1    | 2    | 3    | 4    | 5    | 6    | 7    | 8    | 9    | 10   | 11   | 12   | M              | netto punten | eindnotering |
| ------------- | --------- | ---- | ---- | ---- | ---- | ---- | ---- | ---- | ---- | ---- | ---- | ---- | ---- | -------------- | ------------ | ------------ |
| Karel Lavický | RS:X      | 20   | 25   | 22   | 23   | 26   | 26   | 19   | 16   | 21   | 17   | 17   | 19   | niet geplaatst | 225          | 22           |

### Zwemmen
Mannen
| atleet        | onderdeel         | series   | series | halve finale   | halve finale   | finale         | finale         |
| atleet        | onderdeel         | tijd     | rang   | tijd           | rang           | tijd           | rang           |
| ------------- | ----------------- | -------- | ------ | -------------- | -------------- | -------------- | -------------- |
| Jan Čejka     | 100 m rugslag     | 54,69    | 30     | niet geplaatst | niet geplaatst | niet geplaatst | niet geplaatst |
| Jan Čejka     | 200 m rugslag     | 1.58,02  | 18     | niet geplaatst | niet geplaatst | niet geplaatst | niet geplaatst |
| Jan Micka     | 800 m vrije slag  | 7.59,04  | 28     | n.v.t.         | n.v.t.         | niet geplaatst | niet geplaatst |
| Jan Micka     | 1500 m vrije slag | 15.17,71 | 23     | n.v.t.         | n.v.t.         | niet geplaatst | niet geplaatst |
| Jan Šefl      | 100 m vlinderslag | 52,52    | 37     | niet geplaatst | niet geplaatst | niet geplaatst | niet geplaatst |
| Matěj Kozubek | 10km open water   | n.v.t.   | n.v.t. | n.v.t.         | n.v.t.         | 2.01.52,1      | 24             |

Vrouwen
| atlete                                                              | onderdeel          | series  | series | halve finale   | halve finale   | finale         | finale         |
| atlete                                                              | onderdeel          | tijd    | rang   | tijd           | rang           | tijd           | rang           |
| ------------------------------------------------------------------- | ------------------ | ------- | ------ | -------------- | -------------- | -------------- | -------------- |
| Barbora Seemanová                                                   | 50 m vrije slag    | 24,92   | 21     | niet geplaatst | niet geplaatst | niet geplaatst | niet geplaatst |
| Barbora Seemanová                                                   | 100 m vrije slag   | 53,98   | 21     | niet geplaatst | niet geplaatst | niet geplaatst | niet geplaatst |
| Barbora Seemanová                                                   | 200 m vrije slag   | 1.56,38 | 7 Q    | 1.56,44        | 5 Q            | 1.55,45        | 6              |
| Simona Kubová                                                       | 100 m rugslag      | 1.01,35 | 27     | niet geplaatst | niet geplaatst | niet geplaatst | niet geplaatst |
| Simona Kubová                                                       | 200 m rugslag      | 2.15,81 | 25     | niet geplaatst | niet geplaatst | niet geplaatst | niet geplaatst |
| Kristýna Horská                                                     | 200 m schoolslag   | 2.25,03 | 19     | niet geplaatst | niet geplaatst | niet geplaatst | niet geplaatst |
| Kristýna Horská                                                     | 200 m wisselslag   | 2.12,21 | 16 Q   | 2.12,85        | 16             | niet geplaatst | niet geplaatst |
| Anika Apostalon Kristýna Horská Barbora Janíčková Barbora Seemanová | 4x100 m vrije slag | 3.42,40 | 14     | n.v.t.         | n.v.t.         | niet geplaatst | niet geplaatst |